# Oreba purpurea
Oreba purpurea är en stekelart som beskrevs av Cameron 1900. Oreba purpurea ingår i släktet Oreba och familjen bracksteklar. Inga underarter finns listade i Catalogue of Life.